# Inläggning (mat)
Inläggning är inom matlagning ett sätt att öka hållbarheten på vissa livsmedel genom att förvara dem i en konserverande lag, vanligen i en glasburk. Ättika, salt och socker är vanliga konserveringsmedel. Olika kryddor kan tillsättas för att ge smak. Vid inläggningen är det viktigt att behållaren som inläggningen skall förvaras i är ren och att de livsmedel som skall läggas in är av god kvalité och görs rena och förbereds noga för att inläggningen skall få bra hållbarhet. Flera olika sorters grönsaker passar för inläggningar och även vissa matsvampar går att använda för inläggningar, exempelvis honungsskivling. Nedan ges några exempel på inläggningar och rätter med inläggningar.

## Inläggningar med fisk
- Inlagd sill
- Inlagd strömming

## Inläggningar med grönsaker
- Kimchi
- Pao cai
- Piccalilli (och Chow-chow)
- Surkål

### Gurka
- Bostongurka
- Saltgurka
- Ättiksgurka